# Seznam festivalů klasické hudby v Česku
Festivalů klasické hudby v Česku je několik desítek. Tento seznam nemusí být úplný ani aktuální. Zvláštní kategorií mezi hudebními festivaly tvoří varhanní festivaly, které jsou uvedeny samostatně.

## Seznam festivalů s externími odkazy

### Festivaly v Praze
- Pražské jaro
- Dvořákova Praha
- Mezinárodní hudební festival České doteky hudby
- Mezinárodní hudební festival Letní slavnosti staré hudby
- Pražské premiéry
- Mezinárodní hudební festival Prague Proms
- Festival komorní hudby EuroArt Praha
- Struny podzimu
- Mezinárodní hudební festival Mladá Praha
- Mezinárodní hudební festival Pražský podzim
- Svatováclavské slavnosti
- Festival Brikcius – cyklus koncertů komorní hudby v Domě U Kamenného zvonu
- Prague Proms

### Mimopražské festivaly
- Květnovské hudební slavnosti – mezinárodní festival staré hudby v Krušných horách[1]
- Lednicko-valtický hudební festival
- Mezinárodní operní festival Smetanova Litomyšl  Archivováno 10. 5. 2012 na Wayback Machine.
- Mladá Smetanova Litomyšl
- Mezinárodní hudební festival Brno 
  - Velikonoční festival duchovní hudby 
  - Expozice nové hudby 
  - Moravský podzim
- Mezinárodní hudební festival Petra Dvorského v Jaroměřicích nad Rokytnou
- Setkávání Václava Hudečka Moravské Budějovice
- Mezinárodní hudební festival Český Krumlov
- Mezinárodní hudební festival Špilberk
- Janáčkovy Hukvaldy
- Mezinárodní kytarový festival Mikulov
- Svatováclavský hudební festival
- Mladé pódium
- Festival Mitte Europa
- Hudební festival Znojmo
- Lomnické kulturní léto
- Podblanický hudební podzim
- Klášterní hudební slavnosti Šumperk
- Podzimní festival duchovní hudby Olomouc
- Mezinárodní hudební festival Concentus Moraviae
- Mezinárodní hudební festival Leoše Janáčka, Ostrava, do roku 2017 Janáčkův máj
- Hudební slavnosti Emy Destinnové České Budějovice  Archivováno 19. 6. 2008 na Wayback Machine.
- Festival klasické hudby Za poklady Broumovska
- Theatrum Kuks
- Mezinárodní hudební festival Lípa Musica , Česká Lípa
- Tóny nad městy
- Janáček Brno
- Festival Ludwiga van Beethovena Teplice [nedostupný zdroj]
- Tanvaldské hudební jaro
- Dvořákova Olomouc
- Le Quattro Stagioni Pardubice
- Královédvorský advent – Dvůr Králové nad Labem
- Hudební léto Kuks
- Mezinárodní hudební festival F. L. Věka
- Mezinárodní hudební festival Třeboňská nocturna
- Kladrubské léto – v Kladrubském klášteře
- Tomáškova a Novákova hudební Skuteč
- Pardubické hudební jaro
- Festival Jarmily Novotné

## Varhanní festivaly
Zvláštní kategorií mezi hudebními festivaly jsou varhanní festivaly, na kterých se uvádí nejčastěji varhanní recitály – koncerty složené výhradně z varhanní hudby. Někdy však festivaly obsahují i koncerty, kde spoluúčinkují i další nástroje.
- Mezinárodní varhanní festival Olomouc, Chrám sv. Mořice v Olomouci
- Mezinárodní varhanní festival Audite Organum, bazilika sv. Jakuba v Praze
- FOW – "FREE ORGAN WORLD – Pražské varhany", Kostel sv. Ludmily v Praze
- Mezinárodní varhanní festival Zdeňka Pololáníka, kostel sv. Jakuba, Česká Třebová
- Litoměřické varhanní léto, Katedrála sv. Štěpána, Litoměřice
- Brněnský varhanní festival, Kostel sv. Augustina, Brno
- Mezinárodní festival Varhanní Vyšehrad Archivováno 6. 6. 2021 na Wayback Machine.
- Mezinárodní varhanní festival Odry, chrám sv. Bartoloměje, Odry
- Chebské varhanní léto, Kostel sv. Mikuláše a sv. Alžběty, Cheb
- Plzeňské varhanní nokturno, Katedrála sv. Bartoloměje, Plzeň  Archivováno 9. 10. 2008 na Wayback Machine.
- Český varhanní festival
- Orlicko-kladský varhanní festival
- Kouzlo varhan, kostel Narození Panny Marie ve Štípě
- Májové varhanní nešpory, Kostel sv. Antonína, Nový Hradec Králové
- Mezinárodní varhanní cyklus, Katedrála sv. Mikuláše, České Budějovice
- Festival Mladé varhany, Mariánský kostelík, Opočno
- Trutnovský varhanní festival, Chrám Narození Panny Marie, Trutnov
- Zbraslavský varhanní podzim, kostel Mistra Jana Husa, Praha-Zbraslav
- Mezinárodní varhanní festival barokní hudby, Opava
- Smečenský varhanní festival
- Kutnohorský varhanní festival na konci léta
- Půlhodina s varhanami – Frýdek-Místek[2]